# 心肌梗死
又稱心肌梗塞、心梗，俗稱心臟病發作，是冠状动脉血流减少或停止时，对心肌造成的损伤；由于常为急性且严重，常称为急性心肌梗死（acute MI）、急性心梗。
心肌梗塞的症状是不同程度的胸痛不适，也可能會轉變為肩膀、手臂、背部、頸部或是下巴的不適 ，胸痛一般會在胸腔的中央或是左側，會持續幾分鐘，不適的感覺會類似胃灼熱。其他的症狀包括呼吸困难、噁心、覺得昏厥、冒冷汗或是疲倦。有30%的病患在心肌梗塞時會出現非典型的症狀。女性較容易出現無症狀的心肌梗塞。在超過75歲的人當中，約有5%會有無病史的心肌梗塞。心肌梗塞可能會造成心臟衰竭、心律不整、心因性休克及心搏停止。
大部分的心肌梗塞是因為冠狀動脈疾病所造成。危險因子包括高血壓、抽烟、糖尿病、缺乏運動、肥胖症、高胆固醇血症、營養不良、攝取過量酒精等。心肌梗死的潛在原因常常是動脈粥樣硬化斑塊破裂引起的冠狀動脈完全阻塞。心肌梗死比較不會因為冠狀動脈痙攣而造成。有些檢查有助於心肌梗塞的診斷，包括心电图（ECG）、验血、冠狀動脈造影等。心电图可以記錄心臟的電位變化，若有ST段抬高，即可確認心肌梗塞是ST段抬高心肌梗塞（STEMI），需要更积极的治疗。验血是檢驗血液中是否有和心肌損傷有關的物質，常用的血液檢驗包括肌鈣蛋白及較少使用的CPK-MB測試（檢驗肌酸激酶中的MB亚组）

## 醫學徵兆與症状

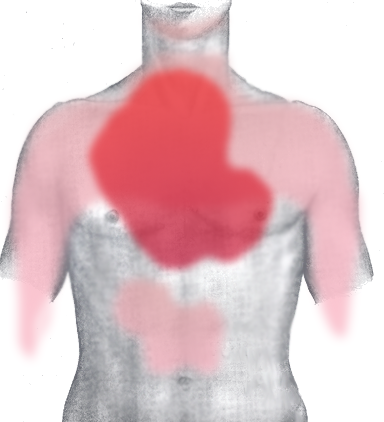
心肌梗死引起的疼痛的部位(深紅代表最典型區域，淺紅代表其他可能區域)

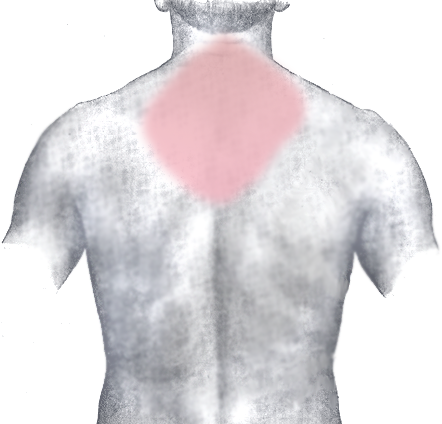
背部的疼痛區域

心肌梗死最典型的症状是不同程度的胸痛和不适、虚弱、发汗、晕眩、呕吐、心跳不稳定，有时心肌梗死也会导致昏迷。胸痛是最常见的症状，病人一般将它描写为积压、紧束的感觉。有时下颌、颈部、臂膀、背部和腹部也会随之疼痛，尤其左臂或颈部容易疼痛。心肌梗死造成的胸痛往往长于30分钟。约四分之一的心肌梗死没有任何症状，尤其老年人和糖尿病患者的心肌梗死会是这样无症状的。他们往往会感到虚脱、昏厥或无力。约一半的心肌梗死病人在发病前就有前兆症状如心绞痛。

## 诊断
心肌梗死的严重性可以非常不同。一般急救人员、急诊室医生和专门护理心脏病的护士很快能够诊断普通的心肌梗死。但小的心肌梗死往往不被患者发现，得不到治疗，其结果可以是突然死亡或心臟衰竭。要进行完整的诊断需要看病人的病史、心电图和验血来测定心肌损害。超声心动图和心肌试验也很有用。

### 心电图
ECG会显示不同特征的波形，如：ST段抬高、T波形态改变或倒置、新的Q波或新的左束支传导阻滞，均可用于诊断急性心梗。心肌梗死后往往可以看到受损的心组织特有的Q波——病理性Q波（“長度 > QRS波群的三分之一” 或 “寬度 > 一小格”）。假如ST段不升高的话，心肌梗死要通过诊断心酶的水平来确定。
目前一般依据ECG结果，将急性心梗分为：ST段抬高心梗（STEMI）与非ST段抬高心梗（NSTEMI），前者暗示血栓完全闭塞了冠脉管腔，后者可能血栓造成冠脉管腔不完全闭塞；两者治疗策略和预后不尽相同。
心肌梗死主要影响左心室，但可延伸至右室或心房。人体左室壁可依临床应用分为：前壁（含前间壁）、侧壁（含高侧壁）、下壁、后壁。右室心梗一般合併左室下壁心梗，单独右室心梗少见，且一般由心电图不能区分右室壁位置。

### 验血
心组织合成的蛋白质也可以在血液中找到。到1980年代为止天冬氨酸转氨酶（AST）和乳酸脱氢酶（LDH）被用来测试心损伤。后来发现心肌损伤后肌酸激酶中的MB亚组（CK-MB）不正常的上升是非常典型的。今天的指南一般推荐肌钙蛋白I或T。在永久性损伤出现前这些蛋白质的含量上升。肌钙蛋白上升加上胸痛是已经发生急性心肌梗死的特征表现。
过去要病史、心电图和验血全部验证才算诊断了心肌梗死。最近验血已经非常可靠，其酶的上升本身就可以看作是心肌梗死的证明了。心电图可以帮助确定心肌损伤的位置。病史则可以在以后的验血和心电图检查中提供比较数据。
在困难的情况或者需要干预恢复病人血流的情况下，则可以使用血管造影术。使用插入病人动脉的导管可以鉴别受堵塞或狭窄的血管，可以使用血管成形术作为治疗方法（见下节）。使用血管造影术需要很高的经验，尤其在紧急状态下非常困难，不是总可以在数小时内完成。一般需要专业心脏学家进行。通过球囊膨胀造成血管破坏的可能性非常小，假如发生的话需要紧急开胸进行心脏手术。在插入导管的地方一般病人会有瘀斑，少数情况下血肿。血管撕裂的可能性极小，假如发生的话可以使用局部注射止血剂来治疗。

## 病理学

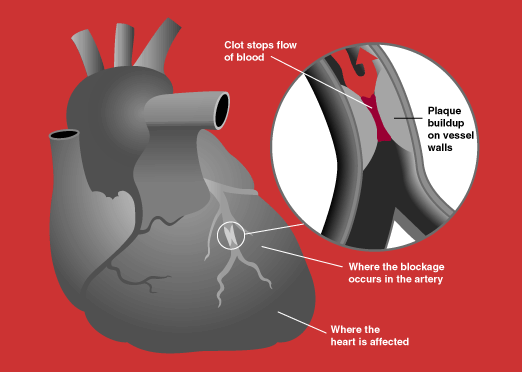
动脉粥样硬化斑塊會慢慢的在冠狀動脈內側生成，若斑塊突然破裂堵塞动脉，使血無法供應組織養份，就會有心肌梗死的情形

### 缺血和梗死
心肌梗死的原因是缺氧导致的心肌细胞破坏。由於这些细胞无法通过冠状动脉获得新陈代谢所需要的氧，因此造成心肌的梗死。
供血的减少有下列后果：
1. 心肌长时间（10到15分钟）没有获得血液供应的情况下死亡，加上心肌细胞并不会重生，因此心臟的功能不断减弱。
2. 受伤的、但依然活的心肌引导导致心跳的电脉冲的信号比较慢。其速度可以慢到未受伤的心肌已经完成了收缩，而启示收缩的信号还在受伤的心肌中传播。这个信号会导致健康的心肌在还没有恢复松弛前再次收缩。这样静脉的血无法回到心脏。假如在这种情况下心跳速度超过200（心动过速）甚至400次每分钟（心室颤动）的话那么心脏实际上就停止了泵血的功能。心输出量和血压降低到几乎零导致人死亡。这是心肌梗死导致突然死亡的一般原因。去颤器是专门用来防止这样高速心跳的仪器。在适当使用的条件下它可以导致心肌同步收缩。在心动过速或心室纤维性颤动发生后一分钟内使用除颤器很可能可以使得心跳恢复正常。

在心肌梗塞末期時，心室會因為內部血液的壓力而往外擴大形成心室動脈瘤，導致心博出率下降，使身體各部位的組織或器官無法獲得充分的血液灌流。病理解剖学研究显示受心肌梗死的心脏有一块缺血性坏死的区域。在一开始的12到48小时中心肌细胞外表还完好，细胞质红肿，但其横截条纹和细胞核开始丧失。细胞间有红血球侵入。
开始康复时（五到十天后）坏死区域的心肌纤维保持它们的原状，但细胞质强烈红肿，横截条纹和细胞核完全丧失。梗死区域的间隙有中性粒細胞侵入，随后还会有淋巴细胞和巨噬细胞入侵来吞噬肌细胞残骸。坏死部位渐渐被肉芽组织包围和入侵，在原来的梗死地区留下一个纤维质的伤疤。

### 动脉粥样硬化
- 心脏病发作最常见的原因是动脉粥样硬化。胆固醇和纤维组织逐渐地在动脉壁上留下斑块，一般这样的斑块的形成需要几十年的时间。但有时斑块会不稳定而破裂，堵塞动脉造成血栓的形成。这可以在数分钟内发生。假如有足够的斑块破裂导致冠状动脉的堵塞，则会形成心肌梗死。

血流问题几乎总是由于动脉内壁上形成动脉粥样硬化斑块所导致的。因此动脉粥样硬化斑块是心肌梗死的最主要原因。
在强烈压力作用下（由于紧张或由于强烈运动所导致）心肌梗死的可能性提高，尤其是在压力强于身体一般所适应的压力情况下，心肌梗死的可能性大為提升。身体健康的人在强烈运动和此后恢复的时间里，发生心肌梗死的可能性相较于放松时提高六倍。身体虚弱的人在这种情况下，发生心肌梗死的可能性可以提高35倍或更高。血管内超声研究证明，其原因是在这种情况下动脉血管受到伸张和恢复的压力提高，对动脉粥样硬化斑块的剪切应力增高，从而导致动脉粥样硬化斑块容易破裂。
可卡因滥用所导致的冠状动脉痉挛也可以导致心肌梗死。

## 急救
心肌梗塞的醫療非常講求時效。若懷疑心肌梗塞，可以立刻用阿斯匹林進行治療。硝酸甘油或鴉片類藥物可能可以改善胸痛，但於整體的病況幫助不大。若是氧氣含量不足或是呼吸急促，需給予氧氣治療。若是STEMI的治療，需設法讓血液重新流到心臟，其中也包括经皮冠状动脉介入治疗（PCI），會將動脈打開，有可能要植入支架，另一種方式是血栓溶解，也就是利用藥物去除血栓。若是NSTEMI（非ST段抬高心肌梗塞）的病患，會利用血液稀釋劑肝素進行治療，若是高度危險性的病患，也會併用经皮冠状动脉介入治疗。 若是在多發冠狀動脈阻塞和糖尿病的患者中，會建議進行冠状动脉旁路移植（CABG）的治療，而不進行血管成形術。在心肌梗塞後需要有生活方式的調整，一般也建議用阿斯匹靈、β受體阻斷藥以及羥甲基戊二酸單醯輔酶A還原酶抑制劑（statin）。

### 立即措施
心肌梗死是一种常见的急救情况，因此所有急救训练中都会提到它的症状。一般的立即措施有：
- 尽快求救
- 立刻服用阿司匹林(150–300 mg) 来阻止血栓继续形成[20]
- 让病人舌下服用硝酸甘油
- 假如病人心跳不稳定或心跳停止进行心肺复苏术

研究显示自动体外除颤器可以明显地提高急救的效果，因此在一些发达国家中在公共场所和公共交通以及一些非急救车（如警车和救火车中）备有自动体外除颤器。自动体外除颤器可以自动判断是否需要进行除颤。

### 急救措施
急救措施包括有可能的话立刻向病人施用硝酸甘油，特别是如果他们以前有过心脏病发作或心绞痛。
在急救车里静脉内疗法可以实现。假如病人有呼吸、有脉搏的话应该立刻将病人转移到医院，沿途需要进行心跳、血壓、血氧、以及心功能监视（心电图）。
假如病人停止呼吸或循环消失的话要立即開始進行心肺复苏术，包含早期去顫。约20%的病人在去往医院的路上死亡，死因一般是心室纤维性颤动。

### 野外急救
在野外即使是怀疑心肌梗死或发现心肌梗死最早的迹象或前兆也要立刻尽快转移病人。有可能病人很快会无法行动，必须抬走。

### 航空旅行
随机旅行的医务人员可以使用机上的急救包对病人进行机上护理。急救包内有高级心脏救命术所需要的药品，机上有纯氧供给。机务人员必须知道这些物件的存放处。飞行员有义务将飞机转向可最快降落的机场，並通知機場準備好救護車等急救措施。

### 铁路旅行
列车内需有自動體外心臟去顫器

## 治疗
心肌梗死是一种有生命危险的疾病，病人必须立即获得急救。是否立刻将病人通过急救车送入能够进行高级心脏救命术的医院不仅关系到病人的生死，而且也影响到此后是否能够恢复和恢复程度的大小。在这方面分分秒秒都是至关紧要的。

### 一线措施
在医院里，假如病人在运输过程中还没有获得纯氧、阿司匹林、硝酸甘油和止痛药（一般吗啡）的话这些药品要尽快施用。

### 再灌注
心肌梗死紧急治疗的目的在于尽量防止更多的心肌受到损伤和尽快重建心室收缩作用。最主要的是施用消拴药剂如链激酶、尿激酶、阿替普酶或瑞替普酶。肝磷脂作为单独的抗凝剂使用成效不好。
临床经验证实使用血管成形术作为一线措施可以提高治疗效果，实际上需要有经验的心脏学家才能執行做这个手术，但病人往往无法很快运送到相应的医疗中心。紧急心脏手术如冠心脏搭桥手术等的应用不断减少因为血管成形术的效果不断提高，此外心脏手术也是在大多数医院无法进行的。
ST段不升高的心肌梗死与心绞痛在大多数情况下在急救期间无法区分，因此它与心绞痛一样使用阿司匹林、肝磷脂（heparin）和氯吡格雷（Clopidogrel）治疗。

### 监视和续后措施
急救后的治疗目标在于防止有生命危险的心律不整或导电障碍。这需要使用冠心病监护室来监视心功能和记录抗心律不整药的使用。
建议病人服用长期β受體阻斷藥。此外病人可以服用阿司匹林和/或氯吡格雷。同时使用其它消拴药剂不提高效益。在随后的恢复过程中建议使用ACEI类来帮助心室重构。最近研究显示即使没有高胆固醇血症的病人服用斯他汀也有益。
在心肌梗死发作后的两个月內病人要进行心脏恢复训练，在这段时间里他不应该工作或性交。当地政府应该限制他驾驶机动车的权利。
此后的医院外病人访问或在出院前要确定病人是否患心绞痛。假如病人患心绞痛的话一般使用运动耐受测试、心肌断层显像或冠状动脉成像来确定其原因和治疗方法来减小病人再患心肌梗死的可能性。各種不同的組織工程支架已被廣泛研究用來做為心肌補綴片，而成果顯示補綴片可以藉由增加心室的機械強度，來避免心肌梗塞後的心室重整與擴張所造成的心臟衰竭。

## 流行病學和文化
2015年全世界有1590萬人罹患心肌梗塞。其中超過三百萬人是STEMI（ST段抬高心肌梗塞），超過四百萬人是非ST段抬高心肌梗塞。男性出現ST段抬高心肌梗塞的頻率是女性的兩倍。美國每年約有一百萬人罹患心肌梗塞。在已開發國家中，STEMI的死亡率約是10%。2010年時心肌梗塞的發生率已比1990年降低了不少。2011年時，急性心肌梗死是美國住院病患的前五名之一，有61.2萬的住院人次，總計115億美元。

## 历史
在心电图被发明以前要客观诊断心肌梗死是不可能的。此前心绞痛这个名词已被使用了近150年了，但其原因几乎不为所知。
1912年詹姆斯·赫里克在美国医学会杂志中首次将心肌梗死描写为一种疾病。他也是血栓原理（即心肌梗死是由于冠状动脉中的血栓造成的）的提出者。后来学者们又发现动脉粥样硬化及其破裂是造成血栓的原因。
1956年确认吸烟提高心肌梗死的可能性。
1980年前患有急性心肌梗塞的病人多是以症狀療法來治療。
1980年由於一個血管造影法的研究，發現有87%患者被檢驗出在病發的前四小時內冠狀動脈完全堵塞。開啟了用血栓溶解劑來阻斷心肌壞死的病程。

## 延伸閱讀
- Levine, Glenn N.; Bates, Eric R.; Blankenship, James C.; Bailey, Steven R.; Bittl, John A.; Cercek, Bojan; Chambers, Charles E.; Ellis, Stephen G.; Guyton, Robert A. . Circulation. 2016-03-15, 133 (11): 1135–1147  [2017-07-28]. ISSN 0009-7322. PMID 26490017. doi:10.1161/CIR.0000000000000336. （原始内容存档于2018-06-25） （英语）.

## 外部連結
- 中的“心肌梗死”
- American Heart Association's Heart Attack web site （页面存档备份，存于） — Information and resources for preventing, recognizing, and treating a heart attack.
- TIMI Score for UA/NSTEMI （页面存档备份，存于） and STEMI （页面存档备份，存于）
- HEART Score for Major Cardiac Events （页面存档备份，存于）
- . MedlinePlus. U.S. National Library of Medicine.   [2022-05-03]. （原始内容存档于2020-08-12）.